# Liriomyza mosselensis
Liriomyza mosselensis este o specie de muște din genul Liriomyza, familia Agromyzidae, descrisă de Spencer în anul 1965. Conform Catalogue of Life specia Liriomyza mosselensis nu are subspecii cunoscute.